# Christopher Reeve
Christopher D'Olier Reeve, ameriški filmski igralec, režiser, producent in scenarist, * 25. september 1952, New York, New York, ZDA, † 10. oktober 2004,  Mount Kisco, mesto New York.
Najbolj je znan po svoji vlogi superheroja Supermana v istoimenski seriji filmov. Leta 1995 je po padcu s konja postal tetraplegik in ostal prikovan na invalidski voziček do konca življenja. Javno se je zavzemal za pomoč ljudem s poškodbami hrbtenjače in raziskave izvornih celic.